# Gmina Kętrzyn
Die Gmina Kętrzyn (deutsch Landgemeinde Rastenburg) ist eine Landgemeinde im Powiat Kętrzyński (Kreis Rastenburg) innerhalb der polnischen Woiwodschaft Ermland-Masuren. Der Amtssitz befindet sich in der Stadt Kętrzyn, die selbst jedoch nicht Teil der Landgemeinde ist.

## Geografie

### Geografische Lage
Die Gmina Kętrzyn liegt in der nordöstlichen Woiwodschaft Ermland-Masuren am Nordwestrand der Masurischen Seenplatte (polnisch Pojezierze Mazurskie) im ehemaligen Ostpreußen und umschließt das Gebiet der Kreisstadt Kętrzyn (Rastenburg). Durch das Gemeindegebiet fließt die Guber vom Südosten in den Nordwesten auf ihrem 73 Kilometer langen Weg vom Guber See (polnisch Jezioro Guber) bis nach Sępopol (Schippenbeil), wo sie in die Alle (polnisch Łyna) mündet. Von Südwesten strömt die Deine (polnisch Dajna) in das Gemeindegebiet, wo sie bei Biedaszki (Groß Neuhof) in der Guber endet.

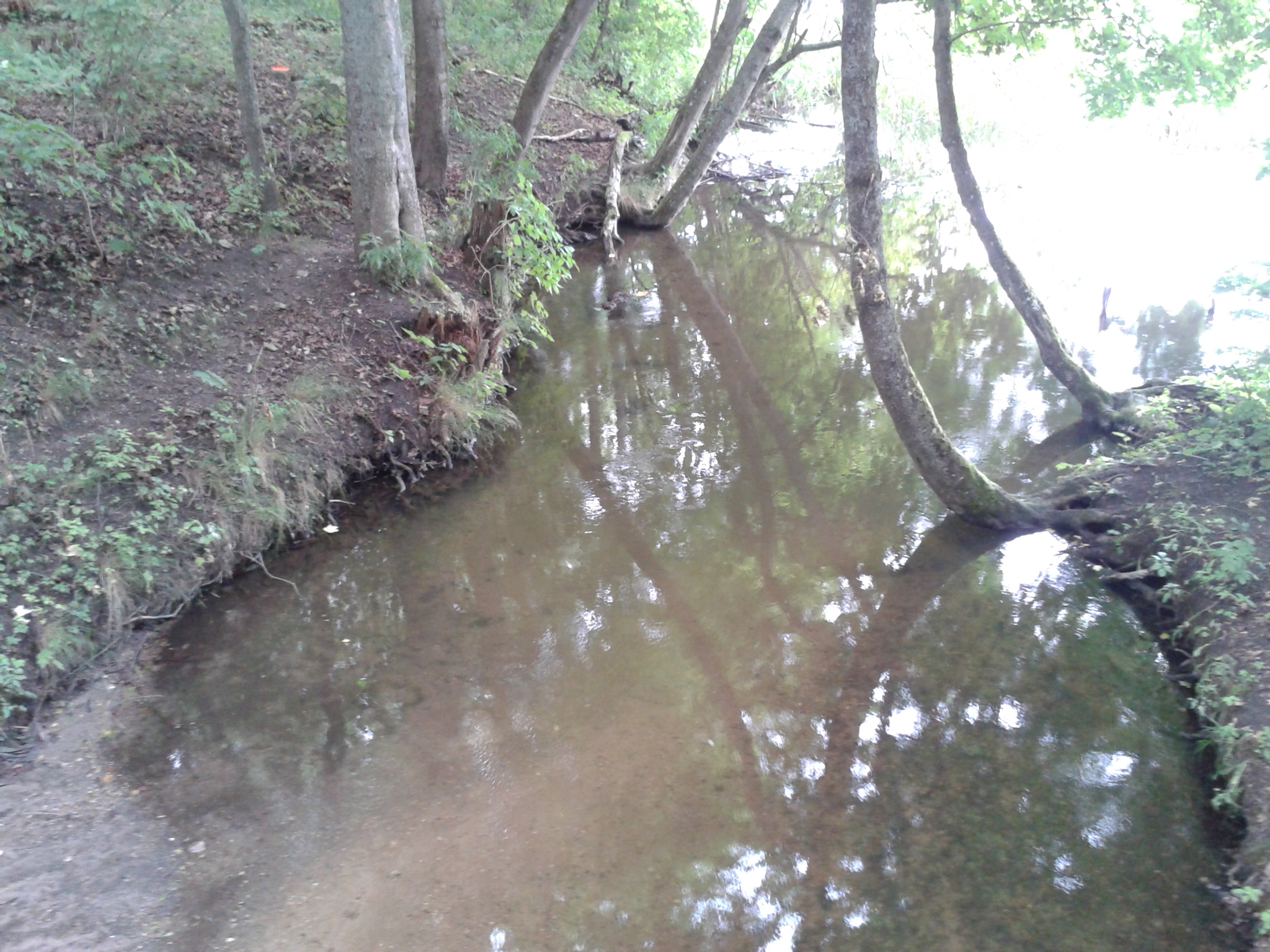
Die Deine bei Biedaszki (Groß Neuhof)

### Gemeindegebiet
Das Gebiet der Gmina Kętrzyn umfasst 285,73 km², was 23,56 % der Gesamtfläche des Powiat Kętrzyński ausmacht. 65 % der Gemeindefläche werden landwirtschaftlich genutzt, 19 % stehen der Forstwirtschaft zur Verfügung.

### Gemeindegliederung
Zur Landgemeinde Kętrzyn gehören 80 Ortschaften, in denen am 31. Dezember 2020 insgesamt 8227 gezählt wurden. Sie sind 23 Schulzenämtern (polnisch sołectwo) zugeordnet:
| Name            | Deutscher Name                |  | Name                 | Deutscher Name                         |
| --------------- | ----------------------------- |  | -------------------- | -------------------------------------- |
| Schulzenämter:  |                               |  |                      |                                        |
| Biedaszki       | Groß Neuhof                   |  | Nakomiady            | Eichmedien                             |
| Czerniki        | Schwarzstein                  |  | Nowa Różanka         | Neu Rosenthal                          |
| Filipówka       | Philippsdorf                  |  | Nowa Wieś Kętrzyńska | Neuendorf                              |
| Gałwuny         | Groß Galbuhnen                |  | Pożarki              | Pohiebels                              |
| Gnatowo         | Rastenburgswiese              |  | Pręgowo              | Prangenau                              |
| Jeżewo          | Jeesau                        |  | Salpik               | Salpkeim                               |
| Koczarki        | Kotzargen 1929–1945: Eichhöhe |  | Sławkowo             | Reimsdorf                              |
| Kruszewiec      | Krausendorf                   |  | Stara Różanka        | Alt Rosenthal                          |
| Langanki        | Langanken                     |  | Wajsznory            | Weischnuren                            |
| Linkowo         | Schrengen                     |  | Wilkowo              | Wilkendorf                             |
| Mażany          | Masehnen                      |  | Wopławki             | Woplauken                              |
| Muławki         | Muhlack                       |  |                      |                                        |
| Ortschaften:    |                               |  |                      |                                        |
| Bałowo          | Ballau                        |  | Nowy Mikielnik       | Neu Mickelnick                         |
| Bałtrucie       | Rastenburgswalde              |  | Nowy Młyn            | Neumühl                                |
| Banaszki        | Bannaskeim                    |  | Olchowo              | Erlenhof                               |
| Biedaszki Małe  | Klein Neuhof                  |  | Osewo                | Wossau                                 |
| Brzeźnica       | Birkenwerder                  |  | Ostry Róg            | Scharfenort                            |
| Cegielnia       | Louisenthal                   |  | Owczarki             | Schäferei                              |
| Dąbrowa         | Damerau                       |  | Owczarnia            | Schäferei                              |
| Działki         | Rastenburgsfelde              |  | Parcz                | Partsch                                |
| Gierłoż         | Görlitz                       |  | Poganówko            | Klein Bürgersdorf                      |
| Głobie          | Glubenstein                   |  | Poganowo             | Groß Bürgersdorf 1928–1945 Bürgersdorf |
| Gnatowo-Kolonia |                               |  | Porębek              | Prömbock                               |
| Godzikowo       | Gisbertshof                   |  | Przeczniak           | Hermannshof                            |
| Góry            | Uri                           |  | Rybniki              | Waldsee                                |
| Grabno          | Weitzdorf                     |  | Salpik Dolny         | Nieder Salpkeim                        |
| Gromki          | Heinrichshöfen                |  | Smokowo              | Drachenstein                           |
| Gryzławki       | Grieslack                     |  | Stachowizna          | Rehstall                               |
| Henrykowo       | Heinrichssorge                |  | Stadniki             | Deinau                                 |
| Jankowo         | Jankendorf                    |  | Strzyże              | Streitz                                |
| Jurki           | Georgenberg                   |  | Suchodoły            | Friedental                             |
| Karolewo        | Carlshof                      |  | Sykstyny             | Sixtin                                 |
| Kaskajmy        | Groß Köskeim                  |  | Trzy Lipy            | Rasthöhe                               |
| Katkajmy        | Kattkeim                      |  | Ugiertowo            | Augarshof                              |
| Kętrzyńska Kępa | Rastenburgshöfchen            |  | Wilamowo             | Wilhelmsdorf                           |
| Kotkowo         | Kotittlack                    |  | Windykajmy           | Windtkeim                              |
| Kwiedzina       | Queden                        |  | Wólka                | Wolka 1938–1945 Spittel                |
| Łazdoje         | Laxdoyen                      |  | Wymiarki             | Charlottenberg                         |
| Marszewo        | Moritzhof                     |  | Wymiary              | Georgenfelde                           |
| Martiany        | Mertenheim                    |  | Zalesie Kętrzyńskie  | Hinzenhof                              |
| Muławski Dwór   | Muhlackshof                   |  |                      |                                        |
| Nowa Wieś Mała  | Klein Neuendorf               |  |                      |                                        |

### Nachbargemeinden

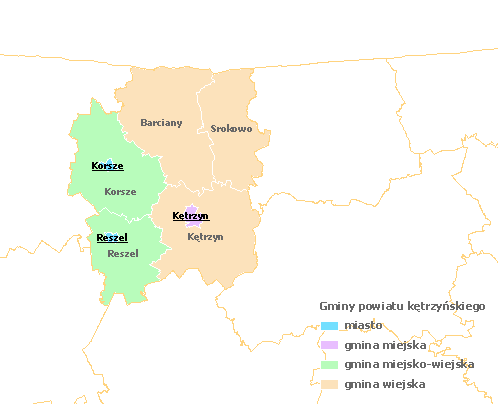
Die Lage der Gmina Kętrzyn im Südosten des Powiat Kętrzyński

Die Gmina Kętrzyn ist von neun Nachbargemeinden umgeben:
- im Powiat Kętrzyński: die Stadtgemeinde Kętrzyn, die Stadt- und Landgemeinden Korsze (Korschen) und Reszel (Rößel) sowie die Landgemeinden Barciany (Barten) und Srokowo (Drengfurth)
- im Powiat Giżycki (Kreis Lötzen): die Stadt- und Landgemeinde Ryn (Rhein) und die Landgemeinde Giżycko (Lötzen)
- im Powiat Mrągowski (Kreis Sensburg): die Landgemeinde Mrągowo (Sensburg)
- im Powiat Węgorzewski (Kreis Angerburg): die Stadt- und Landgemeinde Węgorzewo (Angerburg).

## Geschichte

### Ortsname
Der Name der Landgemeinde ist identisch mit der der Stadtgemeinde Kętrzyn, die jedoch nicht zu ihr gehört. Benannt ist sie nach dem polnisch-nationalistischen Historiker Wojciech Kętrzyński, der ursprünglich Adalbert von Winkler hieß und der Sohn eines preußischen Gendarmen war. Er lebte von 1838 bis 1918. Sein besonderer Einsatz galt dem polnischen Masurentum.

## Kirche

### Katholisch
Im Gebiet der Landgemeinde Kętrzyn gibt es drei katholische Pfarrkirchen sowie fünf Filialkirchen:
- Pfarrei Karolewo mit den Filialgemeinden Czerniki und Parcz
- Pfarrei Nakomiady
- Pfarrei Wilkowo

und die Filialkirchen Biedaszki (Pfarrei Św. Jacka Kętrzyn), Nowa Różanka (Pfarrei Św. Brata Alberta Kętrzyn) und Sławkowo (Pfarrei Św. Jerzego Kętrzyn).
Die Kirchen sind jeweils einem der beiden Dekanate Kętrzyn I und II im Erzbistum Ermland der Römisch-katholischen Kirche in Polen zugeordnet.

### Evangelisch
Im Gemeindegebiet gibt es lediglich eine evangelische Kirche. Sie steht in Koczarki und gehört zu der Pfarrei in Kętrzyn in der Diözese Masuren der Evangelisch-Augsburgischen Kirche in Polen.

## Politik

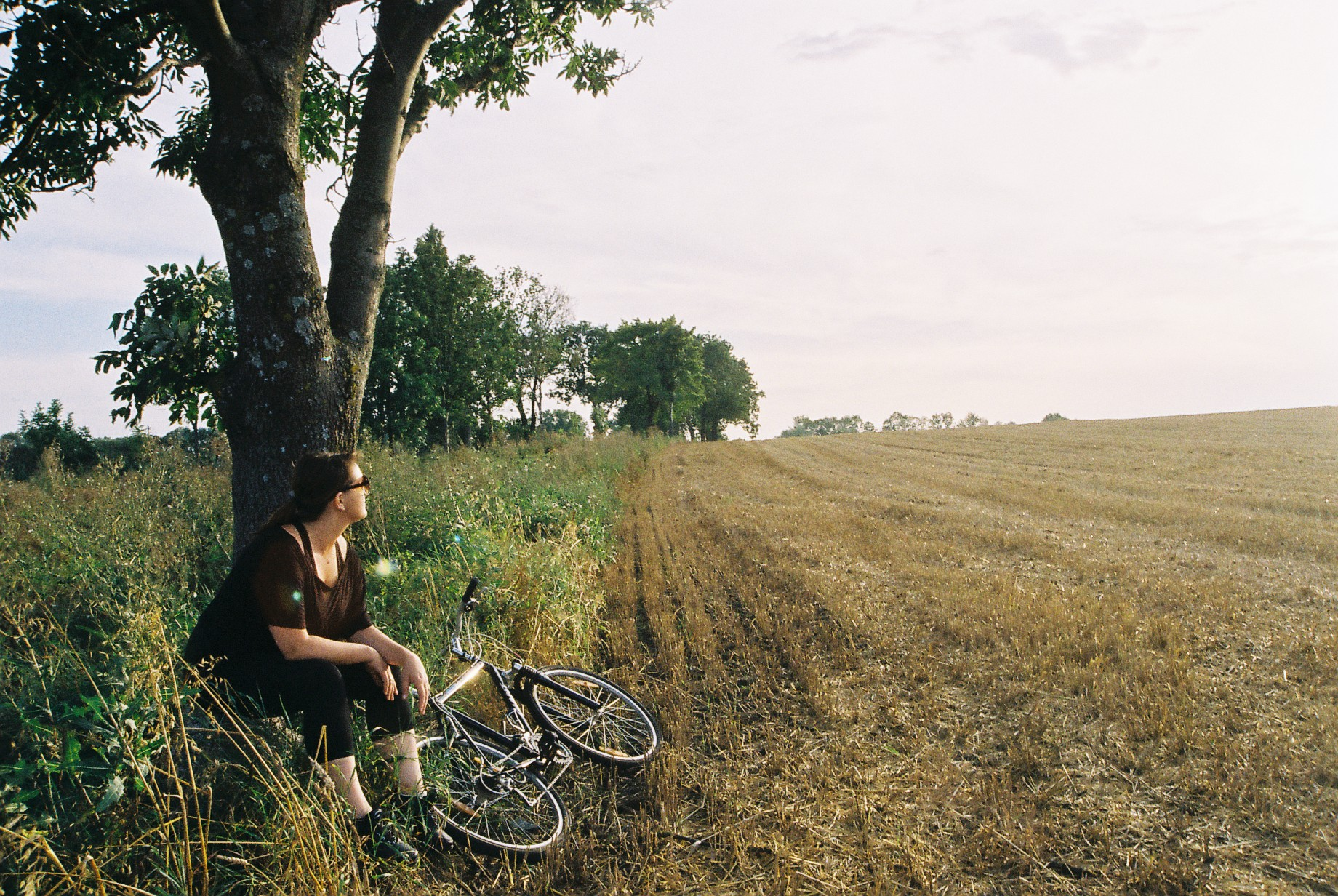
Landschaft in der Gmina Kętrzyn

### Städtepartnerschaften
Die Gmina Kętrzyn unterhält Partnerschaften mit:
- Mauron in Frankreich
- Stradi in Lettland
- Prienai in Litauen
- Osjorsk (Darkehmen, 1938 bis 1946 Angerapp) in Russland
- Prawdinsk (Friedland i. Ostpr.) in Russland

## Verkehr

### Straßen

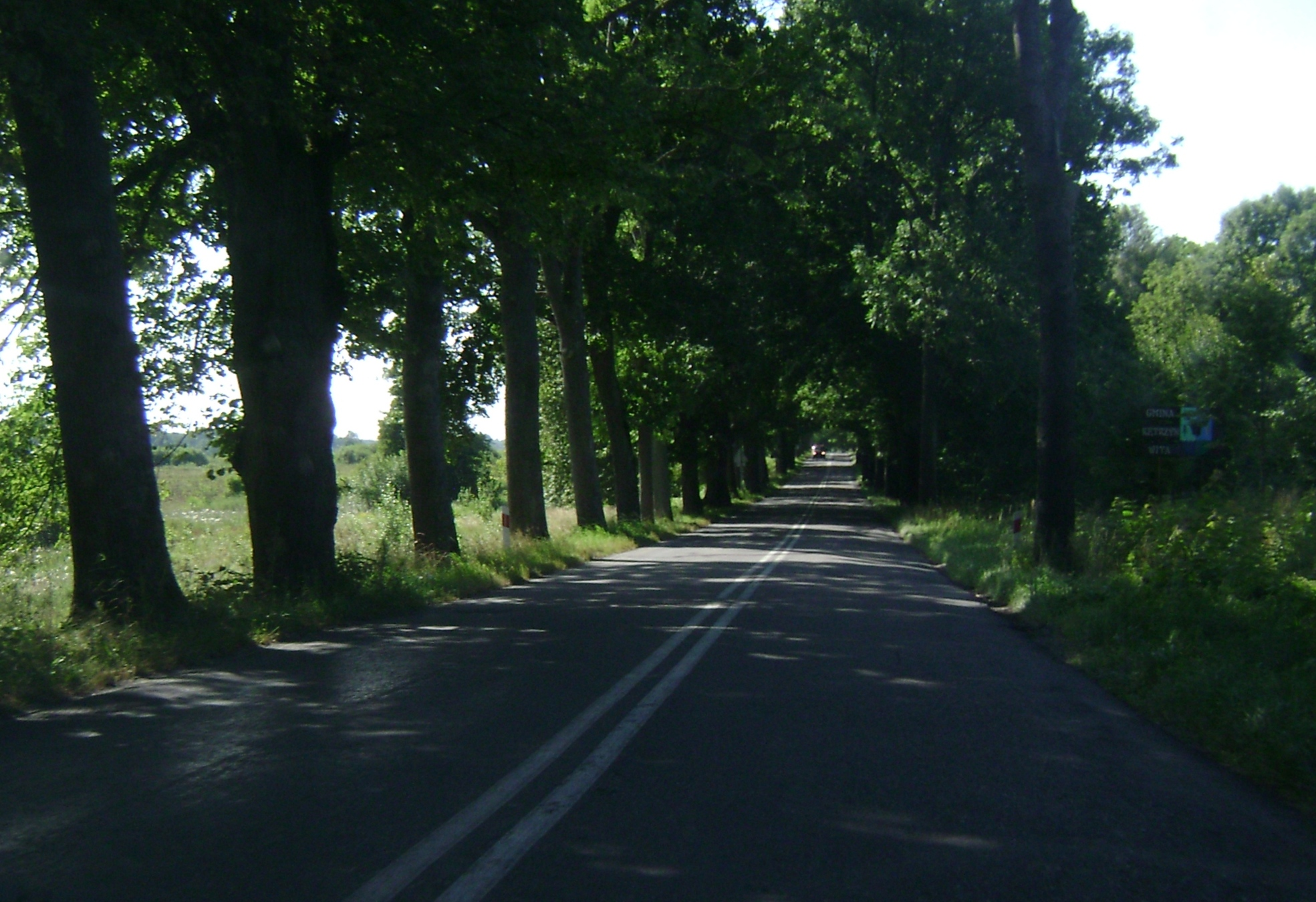
Die DW 592 bei Martiany (Mertenheim)

Mit den drei Woiwodschaftsstraßen DW 591, DW 592 und DW 594 ist die Landgemeinde sehr gut mit den Nachbarregionen verbunden. Ein relativ gut ausgebautes Nebenstraßennetz sorgt für günstige Anbindung der Ortschaften nach innen und nach außen.

### Schienen
Durch das Gemeindegebiet verläuft die Bahnstrecke Głomno–Białystok, die vor 1945 sogar Königsberg (Preußen) mit Brest-Litowsk verband. Mit den Bahnstationen Linkowo (Schrengen), Nowy Młyn (Neumühl) und Martiany (Mertenheim) ist die Gmina Kętrzyn an diese Strecke angebunden. Von 1907 bis 2008 bestand außerdem über die Bahnstationen Karolewo (Carlshof), Czerniki (Schwarzstein) und Gierłoż (Görlitz) Anbindung an die Bahnstrecke Kętrzyn–Węgorzewo (Rastenburg–Angerburg), die ihren Regelbetrieb jedoch eingestellt hat.
Es gab außerdem mehrere Schmalspurbahnen der Rastenburger Kleinbahnen, die das jetzige Gemeindegebiet mit Barciany (Barten), Srokowo (Drengfurth), Ryn (Rhein) und Mrągowo (Sensburg) verbanden, die bis 1971 stillgelegt wurden.

### Luft
Der nächste internationale Flughafen für die Gmina Kętrzyn ist der Flughafen in Danzig, der jedoch erst nach langer Fahrt erreichbar ist. Ein kleiner Regionalflugplatz besteht in der Gemeindeortschaft Wilamowo.